# Godella
Godella település Spanyolországban, Valencia tartományban. Godella Bétera, Burjassot, Paterna, Rocafort és Valencia községekkel határos. Lakosainak száma 13 437 fő (2024).

## Népesség
A település népessége az utóbbi években az alábbiak szerint változott:
| Lakosok száma | 11 264 | 11 914 | 12 993 | 13 240 | 13 217 | 13 125 | 13 031 | 13 088 | 13 050 | 13 437 |
|               | 2001   | 2004   | 2007   | 2009   | 2012   | 2014   | 2017   | 2019   | 2022   | 2024   |